# Pogonosoma crassipes
Pogonosoma crassipes là một loài ruồi trong họ Asilidae. Pogonosoma crassipes được Fabricius miêu tả năm 1805.